# Musca longerro
Musca longerro är en tvåvingeart som först beskrevs av Harris 1780.  Musca longerro ingår i släktet Musca och familjen rotflugor. Inga underarter finns listade i Catalogue of Life.